# László Hartmann
László Hartmann, madžarski dirkač, * 1901, Budimpešta, Madžarska, † 15. maj 1938, Tripolis, Libija.
László Hartmann se je rodil leta 1901 v Budimpešti v bogati družini. Konec dvajsetih je začel sodelovati na manjših dirkah. 25. decembra 1929 mu je Tivadar Zichy prodal Bugattija. V sezoni 1935 je dirkal z Maseratijem 8CM, v sezoni 1937 pa z Maseratijem 6C-34, večinoma v razredu Voiturette. Maserati se mu je v pismu zahvalil za doseganje uspehov z njihovo znanko dirkalnikov, nemška dirkaška revija pa ga je označila za trinajstega najboljšega evropskega dirkača. Na Veliki nagradi Tripolisa v sezoni 1938 se je smrtno ponesrečil. Z levim sprednjim kolesom je zadel v sprednje desno kolo dirkalnika Nina Farine in oba sta se prevračala. Hartmann je umrl zaradi zloma hrbtenice, v nesreči pa sta bila huje poškodovana še dva gledalca ob progi. Po pogrebnem obredu, na katerem je imel govor general Badoglio, je bilo Hartmannovo truplo prepeljalo v Budimpešto na pokopališče Rákoskeresztúr.